# 학장중학교
학장중학교(鶴章中學校)는 대한민국 부산광역시 사상구 학장동에 있는 공립 중학교이다.

## 학교 연혁
- 1981년 12월 28일 : 학장여자중학교 설립인가 (32학급)
- 1982년 3월 1일 : 초대 이월기 교장 취임
- 2004년 3월 1일 : 남녀 공학 학장중학교로 개명
- 2007년 4월 17일 : 늘품관(도서관) 개관
- 2016년 10월 15일 : 학장중학교 대강당(예솔관) 개관
- 2018년 3월 1일 : 교육부지정 정책 연구학교 운영(~2019)
- 2020년 3월 1일 : 부산광역시교육청지정 디지털리터러시 연구학교 운영
- 2020년 11월 16일 : 학장중학교 학생식당 개관
- 2024년 9월 1일 : 제20대 안영이 교장 취임
- 2025년 2월 6일 : 제41회 졸업식(150명, 졸업생 총수 14,646명)
- 2025년 3월 4일 : 제44회 입학식(6학급 173명)

## 참고 자료
- 학장중학교 - 한국교육학술정보원 학교알리미